# Enriqueta Garreta i Toldrà
Enriqueta Garreta i Toldrà (* 26. Oktober 1907 in Barcelona; † 23. Oktober 1971 ebenda) war eine katalanische klassische Pianistin und Musikpädagogin. Sie war die Nichte des Komponisten Eduard Toldrà. Enriqueta Garreta wird der Katalanischen Pianistenschule zugerechnet.

## Leben und Werk
Enriqueta Garreta wurde als Tochter von Emili Garreta und Enriqueta Toldrà i Soler, der Schwester des Komponisten Eduard Toldrà im Oktober 1907 in Barcelona geboren. Sie studierte am städtischen Konservatorium von Barcelona, der Escola Municipal de Música de Barcelona, bei Santiñà, Lluís Millet i Pagès und bei Joan Baptista Pellicer. 1926 schloss sie ihr Klavierstudium mit Auszeichnung ab. 1927 gewann sie den Maria Barrientos Preis. Mit diesem Preis war ein Stipendium für Vertiefungsstudien im Fach Klavier im Ausland verbunden. Im selben Jahr ging sie nach Paris, um bei Ricardo Viñes eben solche Aufbaustudien zu absolvieren. In ihrer Pariser Zeit von 1927 bis 1929 gab sie zahlreiche Konzerte. Besonders bekannt wurde das mit Ricardo Viñes gemeinsam am 21. April 1928 in der legendären Sala Érard gegebene Konzert. Hier uraufführten sie die Berceuse Herbst von Joaquín Rodrigo.
Nach ihrer Rückkehr nach Barcelona begann sie ein Leben als Konzertpianistin und Musikpädagogin. Sie trat als Solistin mit hoch bekannten Ensembles wie der Banda Municipal de Barcelona, dem Orquestra Pau Casals oder dem Orquestra Municipal de Barcelona auf. Sie arbeitete bei solchen Gelegenheiten mit Orchesterleitern wie Joan Lamote de Grignon, Pau Casals, Eduard Toldrà oder Joaquim Serra zusammen. Sie wirkte oft auch mit Liedsängerinnen und -sängern wie Concepció Badia, Emili Vendrell, Concepció Callao, Ricard Fuster oder Mercè Plantada zusammen. Sie gab oft mit Margarida Chala Konzerte für zwei Klaviere. Sie trat mit großen Musikerpersönlichkeiten wie Robert Gerhard, Frank Marshall, Alicia de Larrocha, Enric Casals, Joaquim Zamacois, Francesc Pujol, Josep Musset, Jaume Pahissa oder Enric Morera oder Ricard Lamote de Grignon gemeinsam auf die Bühne.
Am 17. Februar 1935 brachte sie gemeinsam mit dem Pau Casals Orchester die Variationen für Orchester und Klavier op. 38 von Joaquim Serra zur Uraufführung. Mit diesem Komponisten verband sie lebenslange Freundschaft und Bewunderung. Joaquim Serra widmete ihr drei kurze Stücke für Klavier unter dem Titel ''Paisatge'' (Landschaft). Garreta wurde im Gegenzug „Botschafterin“ der ''Variationen für Orchester und Klavier'' op. 28. Sie führte dieses Stück mehrfach mit dem ''Orquestra Municipal de Barcelona'' und auch mit dem ''Orquestra Simfònica de Madrid'' 1933 auf. 1937 nahm Garreta als Klaviersolistin an Sinfoniekonzerten teil, die durch die Direcció General de Radiodifusió de la Generalitat de Catalunya (Direktion der Generalitat de Catalunya für das Rundfunkwesen) mit dem Orquestra Simfònica Catalana unter der Leitung von Josep Fontbernat gegeben wurden.
Nach dem Bürgerkrieg gab Garreta zahlreiche Konzerte beziehungsweise wirkte bei vielen Liedabenden in verschiedenen Lokalitäten in Barcelona mit. In ihren letzten Lebensjahren wirkte sie mehrmals bei Konzerten des Orquestra Municipal de Barcelona unter der Leitung von Eduard Toldrà mit.
Enriqueta Garreta starb am 23. Oktober 1971 in Barcelona. Es gibt historische Aufnahmen mit Enriqueta Garreta am Klavier und ihrem Onkel Eduard Toldrà an der Violine, in denen sie die sechs Sonette des letztgenannten Komponisten aufführten. Es gibt auch Tonträgeraufnahmen von Garreta zusammen mit Francesca Callao, in denen beide Werke von Francesc Pujol und Apel·les Mestres aufführten. Enriqueta Garreta galt als eine der aktivsten Pianisten aus dem Barcelona der ersten Hälfte des 20. Jahrhunderts.